# Ilona Witkowska
Ilona Witkowska (* 24. Oktober 1987 in Opole) ist eine polnische Dichterin.

## Leben
Witkowska studierte Kulturwissenschaft an der Universität Breslau.
2010 erhielt sie den Sonderpreis des Jacek-Bierezin-Wettbewerbs für Lyrik.
2013 debütierte sie mit dem Band splendida realta, für den sie 2013 mit dem Breslauer Lyrikpreis Silesius für das Debüt des Jahres ausgezeichnet wurde.
Sie lebt in Sokołowsko.

## Werke
- splendida realta, 2012
- Lucyfer zwicięża, 2017

## Nominierungen und Auszeichnungen
- 2013: Breslauer Lyrikpreis Silesius für das Debüt des Jahres für splendida realta
- 2018: Finalistin des Wisława-Szymborska-Preises mit Lucyfer zwicięża
- 2018: Finalistin des Stanisław-Barańczak-Stipendiums mit Lucyfer zwicięża